# カンバム
カンバム（கம்பம்；Kambam）は、インド南部のタミル・ナードゥ州テーニ県にある都市。カンバム市が設置されている。

## 地理
北緯：9° 43' 60　／　東経：77° 17' 60
| 県外 - チェンナイまで 551km - ティルッチラーッパッリまで 232km - マドゥライまで 104km - コーヤンブットゥールまで 209km - カンニヤークマリまで 346km | 県内 - テーニまで 35km - クーダルール (テーニ県)まで 7km |

## 政治
カンバム選挙区では、2001年の州議会議員選挙ではTMCのO・R・ラーマチャンドランが当選し、2006年の州議会議員選挙ではMDMKのN・ラーマクリシュナンが当選した。